# Бесарик (станційне селище)
Бесари́к (каз. Бесарық) — станційне селище у складі Жанакорганського району Кизилординської області Казахстану. Адміністративний центр Талапського сільського округу.
У радянські часи селище називалось Беш-Арик.
Населення — 1146 осіб (2021; 1038 у 2009, 991 у 1999, 1052 у 1989).